# ジョージ・ボスコーエン (第2代ファルマス伯爵)
第2代ファルマス伯爵ジョージ・ヘンリー・ボスコーエン（George Henry Boscawen, 2nd Earl of Falmouth、1811年7月8日 – 1852年8月29日）は、イギリスの貴族、政治家。保守党に属し、1841年に短期間庶民院議員を務めた。1821年から1841年までボスコーエン＝ローズ卿の儀礼称号を使用した。

## 生涯
初代ファルマス伯爵エドワード・ボスコーエンと妻アン・フランシス（1789年7月8日 – 1864年5月1日、ヘンリー・バンクスの長女）の息子として、1811年7月8日にバークシャーのウールハンプトン・ハウス（Woolhampton House）で生まれ、8月25日にコーンウォールのペンケヴィルで洗礼を受けた。1822年ごろから1827年までイートン・カレッジで教育を受けた後、1829年10月16日にオックスフォード大学クライスト・チャーチに入学、1833年にB.A.、1835年にM.A.の学位を修得した。
1841年イギリス総選挙で保守党候補としてウェスト・コーンウォール選挙区から出馬、無投票で当選した。同年12月29日に父が死去すると、ファルマス伯爵位を継承した。
1852年8月29日にセント・ジェームズ・スクエア2号にある自宅で死去、9月7日にペンケヴィルで埋葬された。生涯未婚であり、ファルマス伯爵位は廃絶、従属爵位であるファルマス子爵位は叔父ジョン・エヴリンの息子エヴリンが継承した。